# Millery (Meurthe-et-Moselle)
Pour les articles homonymes, voir Millery.
Millery est une commune française située dans le département de Meurthe-et-Moselle, en région Grand Est.

## Géographie
La commune est située en bordure de la Moselle, sur la rive droite de celle-ci, à environ 13 km au sud de Pont-à-Mousson.
|            | Autreville-sur-Moselle | Ville-au-Val |
| Belleville | Millery                | Morey        |
| Marbache   | Custines               |              |

### Hydrographie
La commune est dans le bassin versant du Rhin, au sein du bassin Rhin-Meuse. Elle est drainée par la Moselle, la Moselle canalisée, le ruisseau de la Large et le ruisseau de Vaux,.
La Moselle, d'une longueur totale de 560 kilomètres dont 314 kilomètres en France, prend sa source dans le massif des Vosges au col de Bussang et se jette dans le Rhin à Coblence en Allemagne. Les caractéristiques hydrologiques de la Moselle sont données par la station hydrologique située sur la commune de Custines. Le débit moyen mensuel est de 109 m3/s. Le débit moyen journalier maximum est de 1 740 m3/s, atteint lors de la crue du 10 avril 1983. Le débit instantané maximal est quant à lui de 2 000 m3/s, atteint le même jour.
La Moselle canalisée est un canal, chenal non navigable de 135 km qui relie la commune de Dieulouard à celle de Kœnigsmacker où il se jette dans la Moselle. 

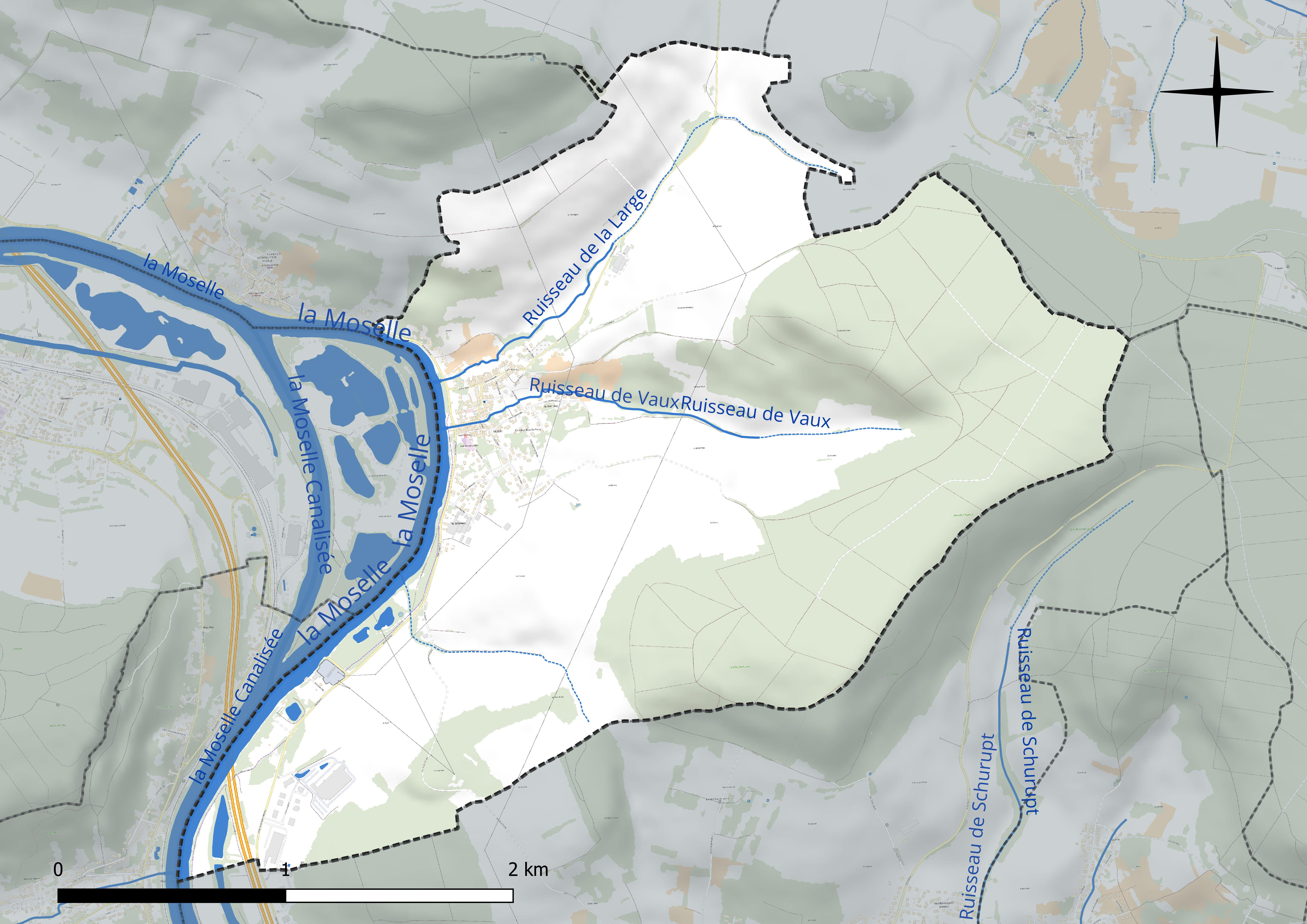
Réseau hydrographique de Millery.

### Climat
Pour des articles plus généraux, voir Climat du Grand Est et Climat de Meurthe-et-Moselle.
En 2010, le climat de la commune est de type climat des marges montargnardes, selon une étude du Centre national de la recherche scientifique s'appuyant sur une série de données couvrant la période 1971-2000. En 2020, Météo-France publie une typologie des climats de la France métropolitaine dans laquelle la commune est exposée à un climat semi-continental et est dans la région climatique  Lorraine, plateau de Langres, Morvan, caractérisée par un hiver rude (1,5 °C), des vents modérés et des brouillards fréquents en automne et hiver. 
Pour la période 1971-2000, la température annuelle moyenne est de 9,8 °C, avec une amplitude thermique annuelle de 16,8 °C. Le cumul annuel moyen de précipitations est de 830 mm, avec 12,6 jours de précipitations en janvier et 9,3 jours en juillet. Pour la période 1991-2020, la température moyenne annuelle observée sur la station météorologique de Météo-France la plus proche, « Nancy-Essey », sur la commune de Tomblaine à 16 km à vol d'oiseau, est de 11,0 °C et le cumul annuel moyen de précipitations est de 746,3 mm. 
La température maximale relevée sur cette station est de 40,1 °C, atteinte le 24 juillet 2019 ; la température minimale est de −24,8 °C, atteinte le 21 février 1956,,. 
Les paramètres climatiques de la commune ont été estimés pour le milieu du siècle (2041-2070) selon différents scénarios d'émission de gaz à effet de serre à partir des nouvelles projections climatiques de référence DRIAS-2020. Ils sont consultables sur un site dédié publié par Météo-France en novembre 2022.

## Urbanisme

### Typologie
Au 1er janvier 2024, Millery est catégorisée bourg rural, selon la nouvelle grille communale de densité à sept niveaux définie par l'Insee en 2022.
Elle est située hors unité urbaine. Par ailleurs la commune fait partie de l'aire d'attraction de Nancy, dont elle est une commune de la couronne,. Cette aire, qui regroupe 353 communes, est catégorisée dans les aires de 200 000 à moins de 700 000 habitants,.

### Occupation des sols
L'occupation des sols de la commune, telle qu'elle ressort de la base de données européenne d’occupation biophysique des sols Corine Land Cover (CLC), est marquée par l'importance des territoires agricoles (53,1 % en 2018), en diminution par rapport à 1990 (57,5 %). La répartition détaillée en 2018 est la suivante : terres arables (34,3 %), forêts (28,2 %), prairies (16,6 %), milieux à végétation arbustive et/ou herbacée (11,9 %), zones urbanisées (4,3 %), eaux continentales (2,4 %), zones agricoles hétérogènes (2,2 %). L'évolution de l’occupation des sols de la commune et de ses infrastructures peut être observée sur les différentes représentations cartographiques du territoire : la carte de Cassini (XVIIIe siècle), la carte d'état-major (1820-1866) et les cartes ou photos aériennes de l'IGN pour la période actuelle (1950 à aujourd'hui).

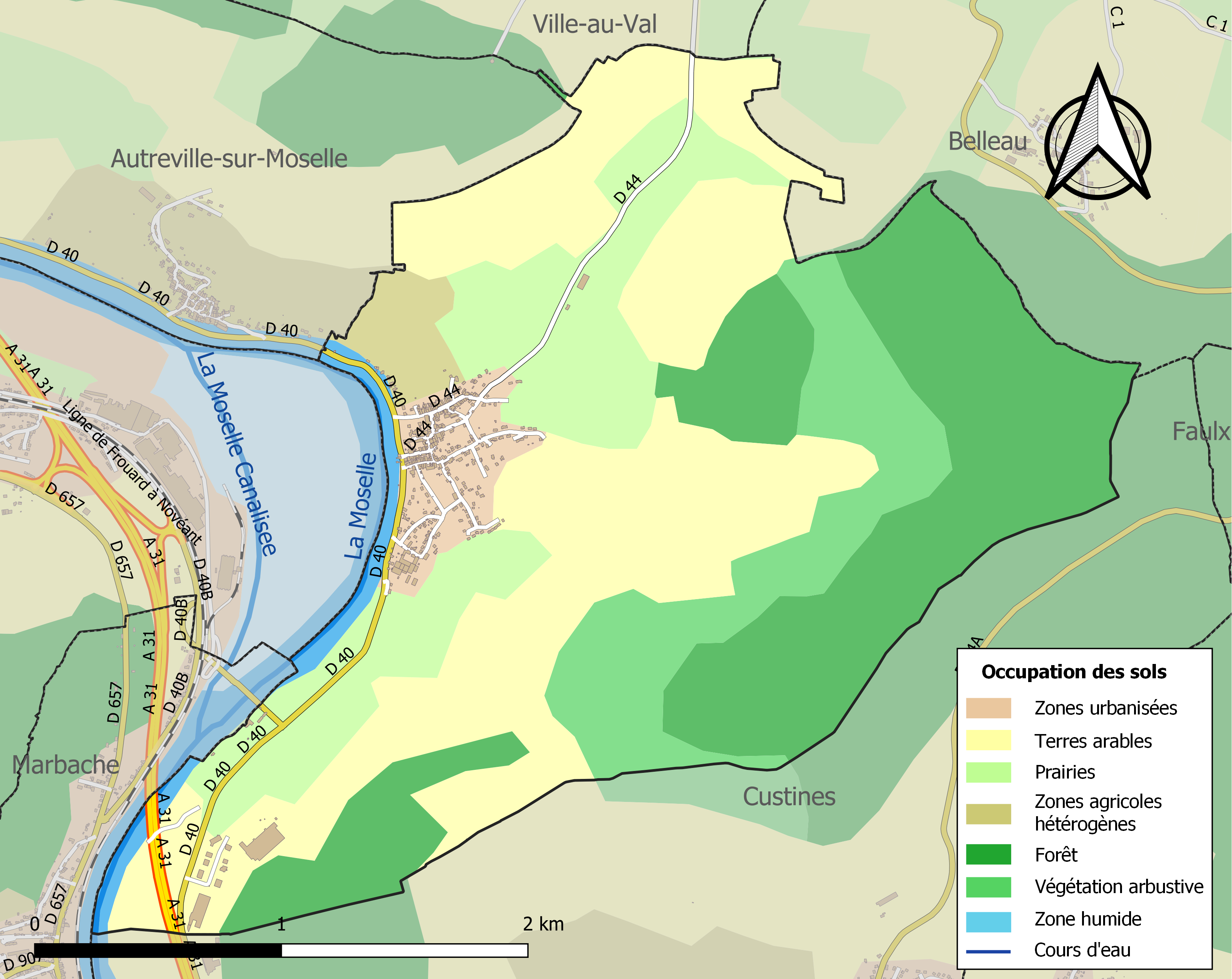
Carte des infrastructures et de l'occupation des sols de la commune en 2018 (CLC).

## Toponymie
Anciennes mentions : Miliriacus (745), Melaridum (Xe siècle), Millerei (1238), Millerey (1403), Mellerey (1424).
D'après la mention de 745, il s'agit du nom de personne Mileharius, suivi du suffixe -iacum.

## Histoire

### Antiquité
Le nom de Millery pourrait provenir d’une borne militaire positionnée en bas du village. Il est situé le long d’une ancienne voie romaine secondaire reliant Metz et Trèves dans le pays des Médiomatrices ayant pour capitale Metz. Son port sur la Moselle permettait de transporter les marchandises ainsi que le produit des cultures et un gué pavé encore existant, rejoignait la rive gauche de la Moselle.
A la chute de l’Empire romain et lors des invasions qui ont suivi, le village fut pratiquement abandonné et la Villa romaine tomba en ruines.

### Moyen-Âge
Le village de Millery proprement dit remonte à une époque incertaine : on sait qu'il en est déjà fait mention dans la fondation de l'abbaye de Gorze par Chrodegang, évêque de Metz, en 745 (donamus decimam de Miliriaco). On le retrouve dans un diplôme par lequel, en 936, l'empereur Othon Ier confirme les biens et les privilèges de la même abbaye.
Il appartient ensuite au Comte de Bar qui en fait don à l’Ordre des Templiers au XIIe siècle, d’où le nom de "Millery aux Templiers". Ceux-ci reconstruisent l’ancienne Villa et défrichent les terres, apportant ainsi un nouveau développement et attirant de nombreux habitants. Les Templiers possédaient leur propre chapelle et une habitation dans le haut du village au lieu-dit ” Saint Priest “.
A la chute de l’Ordre des Templiers, leurs biens confisqués reviennent au chapitre de la cathédrale de Metz qui continua l’exploitation des terres. Ils deviennent seigneurs de Millery et avaient le pouvoir de haute justice. Pendant cette période, le village de Millery connait un essor important et le commerce florissant avec la ville de Metz permet l’implantation de la vigne sur ses coteaux. Du fait de l’obligation d’utiliser certains plants de qualité, Millery produit des vins fort appréciés jusqu’à la Première Guerre Mondiale.

### Renaissance
La première moitié du XVIIe siècle voit la destruction de Millery pendant la guerre de Trente ans. Les troupes françaises qui traversent la Lorraine sont composées de mercenaires de toutes nationalités pillant, incendiant, assassinant et laissant derrière eux des ruines. A ces maux s’ajoutent les épidémies ; les quelques survivants parmi les habitants se réfugient dans la forêt environnante pour échapper à ces exactions et tenter de survivre.
Le traité de Ryswick en 1697 voit le retour dans son Duché de Lorraine du Duc Léopold 1er. Millery rejoint le duché de Lorraine et dépend du bailliage de Nancy. Ces événements permettent à Millery de retrouver une certaine prospérité. Le Duc incite, par des dons de terres, les ordres religieux  à s’implanter dans les villages pour les reconstruire.
Au moment de la Révolution française, les biens des religieux sont saisis et vendus en tant que biens nationaux. À la suite de la Révolution française, il intègre le canton de Belleau dans le district de Pont-à-Mousson, qui sont des divisions administratives de la Meurthe.
Le 11 septembre 1870, lors de son évasion, le général Ducrot passe par le village.

### XXesiècle
Millery n'est que très peu touché par les bombardements pendant la Première Guerre Mondiale mais accueille plusieurs milliers de soldats en cantonnement ou en convalescence, dans l’ambulance installée à l’entrée nord du village. 31 jeunes de Millery perdirent la vie au cours de ce conflit ainsi que 5 civils.
Avec la Deuxième Guerre Mondiale, Millery connait l’occupation allemande ; un bombardier américain s'écrase sur le territoire de la commune, avant que le village ne soit libéré le 16 septembre 1944.

## Politique et administration
| Période                                  | Période      | Identité         | Étiquette | Qualité                    |
| ---------------------------------------- | ------------ | ---------------- | --------- | -------------------------- |
| Les données manquantes sont à compléter. |              |                  |           |                            |
| mars 1989                                | mars 2001    | André Chotel     | DVD       | Maire honoraire            |
| mars 2001                                | mars 2008    | Francis Bernhard |           |                            |
| mars 2008                                | juillet 2020 | Denis Bergerot   |           | Retraité de l'enseignement |
| juillet 2020                             | En cours     | Bernard Balland, |           | Ancien cadre               |

## Population et société

### Démographie
L'évolution du nombre d'habitants est connue à travers les recensements de la population effectués dans la commune depuis 1793. Pour les communes de moins de 10 000 habitants, une enquête de recensement portant sur toute la population est réalisée tous les cinq ans, les populations de référence des années intermédiaires étant quant à elles estimées par interpolation ou extrapolation. Pour la commune, le premier recensement exhaustif entrant dans le cadre du nouveau dispositif a été réalisé en 2006.

En 2022, la commune comptait 597 habitants, en évolution de −4,33 % par rapport à 2016 (Meurthe-et-Moselle : −0,13 %, France hors Mayotte : +2,11 %).
| 1793 | 1800 | 1806 | 1821 | 1831 | 1836 | 1841 | 1846 | 1851 |
| ---- | ---- | ---- | ---- | ---- | ---- | ---- | ---- | ---- |
| 370  | 501  | 484  | 478  | 520  | 517  | 497  | 507  | 502  |

| 1856 | 1861 | 1872 | 1876 | 1881 | 1886 | 1891 | 1896 | 1901 |
| ---- | ---- | ---- | ---- | ---- | ---- | ---- | ---- | ---- |
| 463  | 501  | 504  | 525  | 508  | 468  | 480  | 486  | 490  |

| 1906 | 1911 | 1921 | 1926 | 1931 | 1936 | 1946 | 1954 | 1962 |
| ---- | ---- | ---- | ---- | ---- | ---- | ---- | ---- | ---- |
| 485  | 490  | 470  | 453  | 406  | 359  | 356  | 389  | 443  |

| 1968 | 1975 | 1982 | 1990 | 1999 | 2006 | 2011 | 2016 | 2021 |
| ---- | ---- | ---- | ---- | ---- | ---- | ---- | ---- | ---- |
| 472  | 481  | 443  | 471  | 489  | 564  | 650  | 624  | 604  |

| 2022 | - | - | - | - | - | - | - | - |
| ---- | - | - | - | - | - | - | - | - |
| 597  | - | - | - | - | - | - | - | - |

## Culture locale et patrimoine

### Lieux et monuments
- Église Saint-Martin, tour remaniée construite par les hospitaliers de Libdeau[30], chœur XVIIe siècle (restauré en 2016[31]), nef construite en 1898.

### Personnalités liées à la commune
- Charles Courrier, (1902 - 1977), homme politique né à Millery, député de l'Aube.

### Héraldique
| Blason de Millery | Blason  | D'argent à la croix pattée de gueules cantonnée de quatre grappes de raisin de pourpre feuillées de sinople. |
| Blason de Millery | Détails | La croix pattée rappelle qu'il y avait à Millery une maison du Temple ; la commune s'appelait d'ailleurs Millery-aux-Templiers. Les raisins évoquent l'existence de vignes abondantes au XIXe siècle. Le statut officiel du blason reste à déterminer. |